# Кубок Макао з футболу 2024
Кубок Макао з футболу 2024 — 18-й розіграш кубкового футбольного турніру у Макао. Титул володаря кубка вперше здобула Гала.

## Календар
| Раунд               | Дата             | Матчі | Клуби  |
| ------------------- | ---------------- | ----- | ------ |
| Попередній раунд    | 10 липня 2024    | 2     | 10 → 8 |
| 1/4 фіналу          | 24-31 липня 2024 | 4     | 4 → 2  |
| 1/2 фіналу          | 7 серпня 2024    | 2     | 4 → 2  |
| Матч за третє місце | 10 серпня 2024   | 1     |        |
| Фінал               | 10 серпня 2024   | 1     | 2 → 1  |

## Попередній раунд
| Команда 1     | Рахунок | Команда 2        |
| ------------- | ------- | ---------------- |
| 10 липня 2024 |         |                  |
| Гала          | 2:0     | Монте-Карло      |
| Люн Лок       | 4:3     | Спортінг (Макао) |

## 1/4 фіналу
| Команда 1     | Рахунок | Команда 2    |
| ------------- | ------- | ------------ |
| 24 липня 2024 |         |              |
| Чао Пак Кей   | 13:0    | Так Чун Ка І |
| Гала          | +:-     | Хан Сай      |
| 31 липня 2024 |         |              |
| Бенфіка       | 3:1     | Люн Лок      |
| Універсідаде  | 0:1     | Чін Фун      |

## 1/2 фіналу
| Команда 1     | Рахунок      | Команда 2 |
| ------------- | ------------ | --------- |
| 7 серпня 2024 |              |           |
| Чао Пак Кей   | 2:2 пен. 4:5 | Гала      |
| Бенфіка       | 3:1          | Чін Фун   |

## Матч за третє місце
| Команда 1      | Рахунок | Команда 2 |
| -------------- | ------- | --------- |
| 10 серпня 2024 |         |           |
| Чао Пак Кей    | 5:0     | Чін Фун   |

## Фінал
| Команда 1      | Рахунок | Команда 2 |
| -------------- | ------- | --------- |
| 10 серпня 2024 |         |           |
| Гала           | 2:0     | Бенфіка   |